# Lliga General dels Treballadors d'Angola
La Lliga General dels Treballadors d'Angola (portuguès Liga Geral dos Trabalhadores de Angola, LGTA) va ser una organització sindical angolesa a l'exili, formada per refugiats angolesos al veí Congo-Kinshasa, LGTA estava vinculada al Front Nacional d'Alliberament d'Angola (FNLA). Durant la dècada de 1960 la LGTA va ser el major sindicat angolès.

## Fundació
La LGTA fou fundada per tal de contrarestar el sindicat en l'exili Unió Nacional de Treballadors Angolesos (UNTA), vinculat al MPLA. La nova organització tenia la base a Leopoldville/Kinshasa (Congo). En la seva fase inicial la LGTA va rebre el suport de la central sindical congolesa FGTK.

## Afiliacions internacionals
La LGTA es va unir a la Confederació Internacional d'Organitzacions Sindicals Lliures i AFRO (l'organització regional de la CIOSL) en 1961. La LGTA tenia al voltant de 1.500 membres a mitjans de la dècada de 1960. La LGTA va rebre finançament de la CIOSL i AFL-CIO. Aquests fons es van transferir al FNLA i la UPA.

## Expansió i activitats
En 1963 la LGTA va realitzar una modesta expansió de les seves activitats. Es va establir la secció de dones, FLGTA, i la de joves, JLGTA. L'ala juvenil estava executant programes educatius. L'organització va començar a organitzar els vilatans d'Angola a les zones sota el control de la guerrilla.
André Martins-Kassinda fou nomenat secretari general de la LGTA. Tanmateix Kassinda es va rebel·lar poc després contra el líder del FNLA Holden Roberto. El 8 de febrer de 1963, l'executiva de la LGTA va enviar una sol·licitud formal per ingressar en el FNLA, tractant d'ampliar les activitats sindicals i ser capaç de formar un contrapès a Holden. Finalment, després de trencar amb Holden, Kassinda carregarà contra el FNLA acusant-lo de 'tribalisme'. El nou projecte polític de Kassinda, el Consell Popular d'Angola, va posar en marxa un nou sindicat, l'UGTA. Després de l'escissió de Kassinda, Pedro Barreiro Lulendo esdevingué nou secretari de la LGTA. Pedro Rana fou nomenat secretari administratiu i Pierre Naninthela secretari regional pel Congo. En 1965 patí una nova escissió, la Unió dels Sindicats Revolucionaris d'Angola (USRA).
A començaments de la dècada del 1970 la LGTA afirmava tenir 33,000 membres. L'African-American Labor Center i la Union nationale des travailleurs congolais (després Union nationale des travailleurs zaïrois, UNTZa) organitzaren seminaris conjunts i cursos pels organitzadors de la LGTA i del sindicat catòlic CGTA, centrant-se en la història laboral, l'organització, l'administració i les cooperatives rurals. A l'octubre de 1971 uns quants sindicalistes exiliats angolesos havien participat en aquests entrenaments. El 1973 la LGTA va crear el seu propi centre de formació.
El 22 de setembre de 1973 la LGTA es va unir a la CGTA, formangnt la Central Sindical Angolana (CSA).